# Guerra di successione di Jülich
La guerra di successione di Jülich detta anche guerra di Jülich-Kleve fu un conflitto politico e militare, composto essenzialmente da una serie di assedi e di conquiste, tra il duca Volfango Guglielmo del Palatinato-Neuburg, supportato dalla Spagna e dalla Lega Cattolica (dal 1613), Giovanni Sigismondo di Brandeburgo supportato dalla Repubblica delle Sette Province e dal Regno d'Inghilterra, e Rodolfo II del Sacro Romano Impero (che ritirò le sue pretese nel 1610), per il controllo dei Ducati Uniti di Jülich-Kleve-Berg, che iniziò nel 1609 e si concluse il 12 novembre 1614 con la firma del Trattato di Xanten. Jülich-Kleve-Berg venne diviso tra il duca Wolfgang Guglielmo del Palatinato-Neuburg ed il margravio Giovanni Sigismondo di Brandeburgo. Storicamente, la guerra di successione di Jülich è considerata come il prodromo della Guerra dei Trent'anni.

## Sfondo

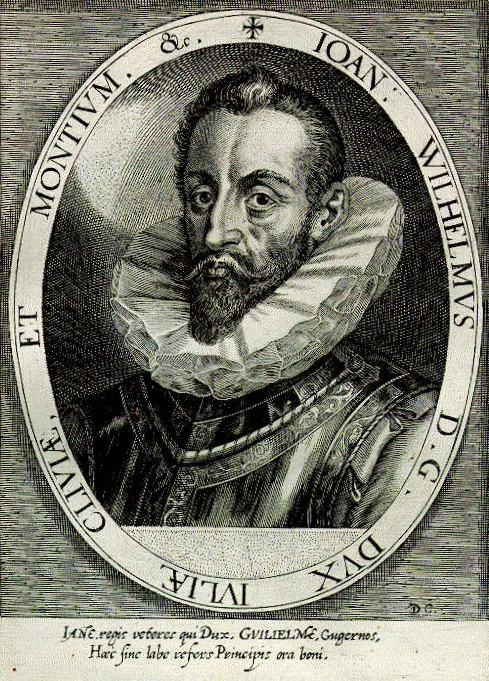
La morte senza eredi del duca Giovanni Guglielmo di Jülich-Cleves-Berg fu la causa della crisi di successione.

Quando il duca Giovanni Guglielmo di Jülich-Cleves-Berg morì il 25 marzo 1609, senza eredi legittimi a succedergli, sia il duca Volfango Guglielmo del Palatinato-Neuburg che il principe elettore Giovanni Sigismondo di Brandeburgo ne reclamarono per sé il trono. Re Enrico IV di Francia ed i rappresentanti delle Province Unite olandesi rimasero sospettosi sulla possibilità che l'imperatore Rodolfo II d'Asburgo potesse tentare di mantenere per sé i troni di Jülich-Kleve-Berg dal momento che stava portando avanti una politica di espansione dei possedimenti asburgici nei Paesi Bassi. Poco dopo, infatti, le truppe del Sacro Romano Impero occuparono la fortezza di Jülich.

## Il conflitto
L'imperatore Rodolfo II iniziò ad avanzare delle pretese sui territori dei ducati uniti, per un breve periodo anche col supporto della casata dei Wettin di Sassonia che poi si ritirò dal conflitto. Quando il conflitto era già apertamente dichiarato, si inserirono le pretese dei duchi Wolfgang Guglielmo e dell'elettore Giovanni Sigismondo, facendo così assumere al conflitto una portata ben più importante.
Re Enrico IV di Francia suggerì che le terre dei ducati fossero divise equamente tra Wolfgag Guglielmo e l'elettore Giovanni Sigismondo. Il langravio d'Assia raccomandò invece che entrambi fossero nominato coreggenti dell'unico ducato di Jülich-Kleve-Berg e che governassero quindi insieme lo stesso territorio, mantenendo inoltre la tolleranza religiosa necessaria. Ad ogni modo la fortezza di Jülich continuava ad essere occupata dalle forze dell'imperatore Rodolfo e venne quindi assediata dagli olandesi, dai brandeburghesi e dalle forze palatine. L'assedio iniziato il 28 luglio 1610 si concluse il 2 settembre di quello stesso anno quando la fortezza si arrese e le truppe imperiali si ritirarono.
Nel 1613, il figlio primogenito di Filippo Luigi, Wolfgang Wilhelm del Palatinato-Neuburg si convertì al cattolicesimo ed ottenne il supporto della Spagna e della Lega Cattolica e, nell'agosto del 1614, il generale spagnolo Ambrogio Spinola con un esercito di 15 000 uomini avanzò verso il ducato unito di Jülich-Kleve-Berg, prendendo possesso di diversi villaggi e castelli.

## Conseguenze
Dopo il conflitto l'accordo per governare il ducato in maniera congiunta da parte dei due contendenti venne meno in quanto ad esso si opposero le città di Cleves, Mark, Jülich, Berg e Ravensberg le quali asserirono che l'accordo era stato concluso senza il loro consenso. Inoltre, le cinque città preferirono tutte essere rappresentate da un unico principe anziché da due. L'accordo venne dunque rimpiazzato dal Trattato di Xanten col quale i Ducati Uniti di Jülich-Kleve-Berg vennero divisi tra il duca Wolfgang Guglielmo e l'elettore Giovanni Sigismondo in maniera equa. Il trattato venne siglato il 12 novembre 1614, con Jülich e Berg che passarono a Wolfgang Guglielmo del Palatinato-Neuberg, mentre l'elettore Giovanni Sigismondo ottenne le città di Cleves, Mark e Ravensburg. Gli spagnoli si rifiutarono di rinunciare alla fortezza chiave dell'area posta a Wesel che rimase pertanto sotto il loro controllo.
La Spagna fu quindi l'unica vera beneficiaria del Trattato di Xanten, incrementando così la propria presenza nella regione ed assicurandosi un passaggio sicuro del fiume Reno in ben tre punti.